# Museu da Iugoslávia
O Museu da Iugoslávia (em sérvio: Музеј Југославије; romaniz.: Muzej Jugoslavije) é um museu público de história em Belgrado, capital da Sérvia. Ele narra o período do Reino da Iugoslávia e da Iugoslávia Socialista, bem como a vida de Josip Broz Tito. O túmulo de Tito está localizado em um dos edifícios do museu (a Casa das Flores).
Com 120.000 visitantes anualmente, é o museu mais visitado da Sérvia. 

## História

### Centro Memorial "Josip Broz Tito"

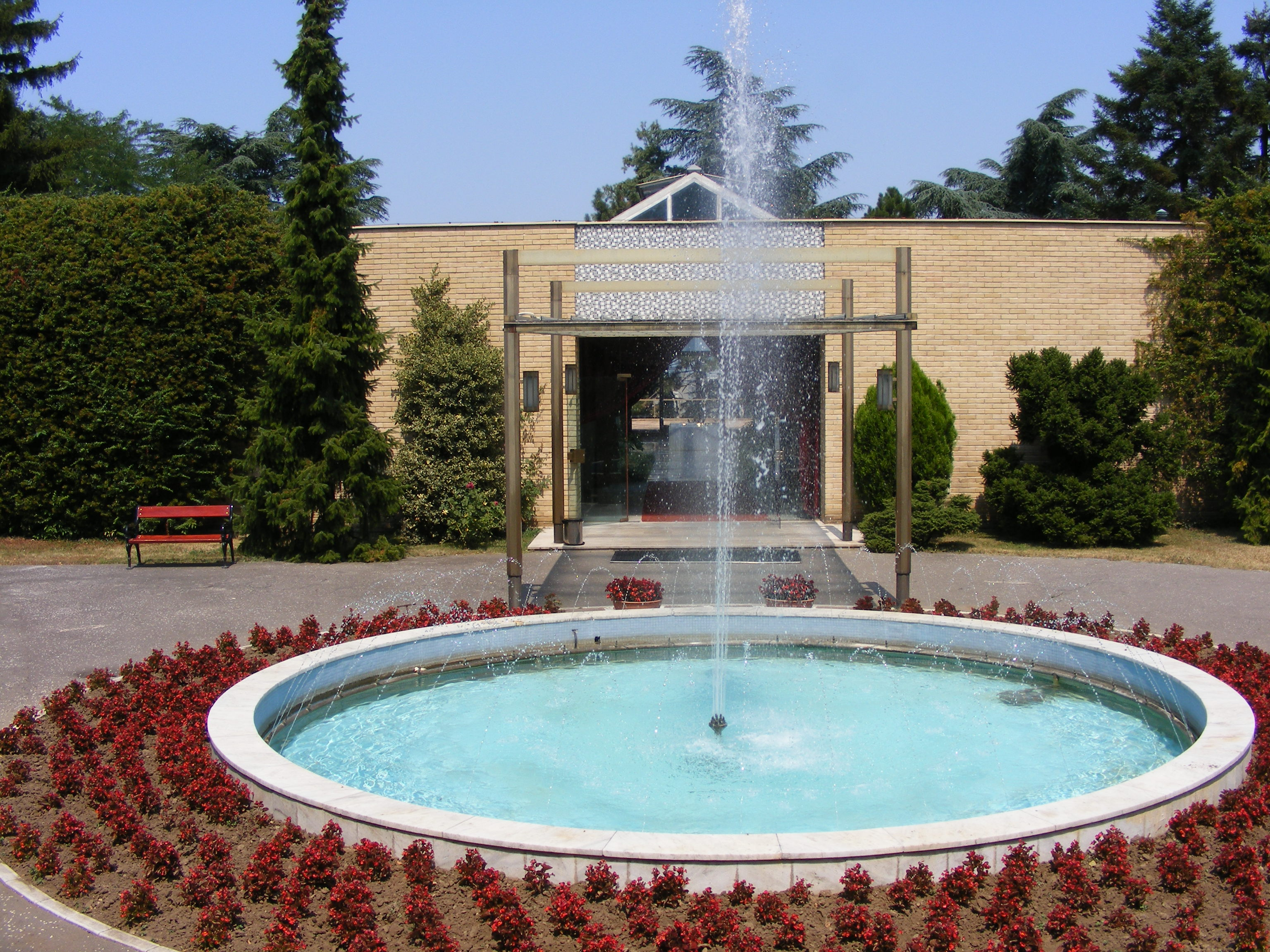
Casa das Flores, parte do Museu da Iugoslávia

Todos os três edifícios que compõem o Museu da Iugoslávia faziam anteriormente parte do Centro Memorial "Josip Broz Tito".
O Museu 25 de Maio foi inaugurado em 25 de maio de 1962. Foi construído pela cidade de Belgrado como um presente para Josip Broz Tito, o presidente da Iugoslávia, em seu 70º aniversário. Este museu foi usado para exibir os presentes que Tito recebeu até 1962. Uma coleção especial de bastões do Revezamento da Juventude estava em exposição neste museu. Em 16 de novembro de 1982, o Centro Memorial "Josip Broz Tito" foi fundado e o Museu 25 de Maio tornou-se parte do centro. O centro memorial incluía vários edifícios e instituições localizados principalmente em Belgrado, mas também em outras partes da Iugoslávia (a casa natal de Tito em Kumrovec fazia parte do centro). A Casa das Flores, onde Tito foi enterrado, também fazia parte do Centro Memorial. A maioria dos edifícios que compunham o Centro Memorial estava localizada no mesmo parque, no distrito de Dedinje, em Belgrado. Em 1984, o Memorial Collection Building foi inaugurado como anexo do edifício do Museu 25 de Maio. A Coleção Memorial exibia medalhas e condecorações de Tito e seus pertences pessoais. 

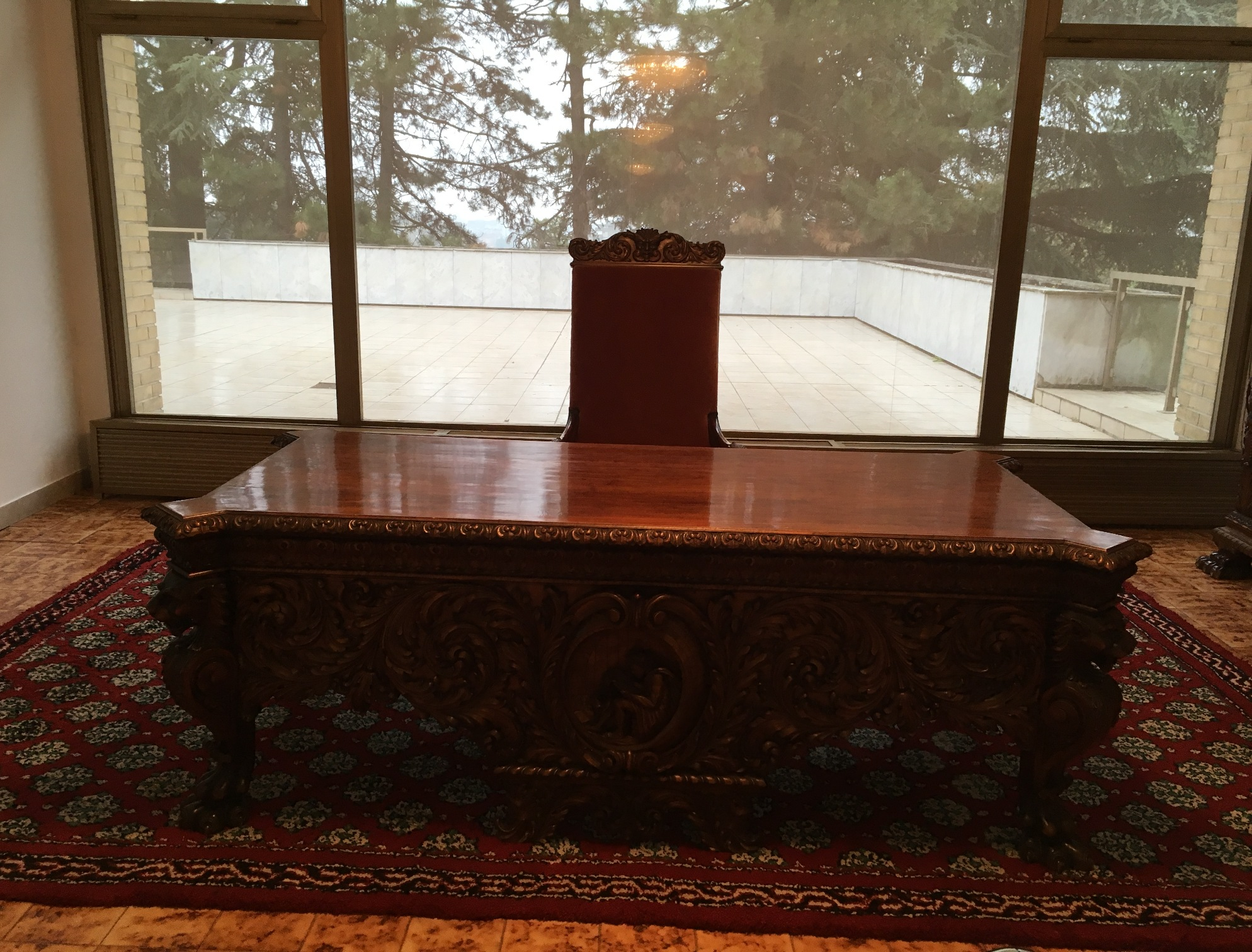
A mesa pessoal de Josip Broz Tito em exposição

O prédio do Museu Antigo recebeu esse nome após a inauguração do Museu 25 de Maio (novo museu). Exibe peças de museu que registram a cultura e a etnografia da Iugoslávia. 
Após sua morte em 4 de maio de 1980, Josip Broz Tito foi enterrado na Casa das Flores, situada no terreno do Memorial Centre. O centro possuía uma coleção de mais de 75.000 itens que ilustram a história da Iugoslávia ao longo do século XX, com especial destaque para a vida e obra do próprio Tito.  Também mantinha uma extensa coleção de presentes que Tito recebeu durante suas muitas visitas a dignitários estrangeiros durante sua presidência. As exposições também incluíram obras de muitos artistas mundialmente famosos, como Jan Griffier, Claude Joseph Vernet, Ferdinand Georg Waldmüller, incluindo gravuras originais de Los Caprichos de Francisco Goya, Gerbrand van den Eeckhout Dando o Décimo e muitos outros. 
Por quase uma década após a dissolução da República Socialista Federativa da Iugoslávia, todo o complexo (o túmulo e o museu) ficou fechado ao público e os guardas militares foram removidos permanentemente. O complexo agora é novamente uma grande atração turística. Muitas pessoas visitam o local como um santuário para "tempos melhores", especialmente em 25 de maio (data oficial de nascimento de Josip Broz Tito).

### Museu da Revolução dos Povos Iugoslavos
O Museu da Revolução dos Povos Iugoslavos foi fundado em 1959 pelo Comitê Central da Liga dos Comunistas da Iugoslávia. A construção do edifício do museu começou apenas em 1978 em Nova Belgrado, entre o Palácio da Sérvia e a Torre Ušće. Estava previsto que o edifício fosse inaugurado em 1981, no 40º aniversário da Revolução, mas nunca foi concluído. A estrutura inacabada está abandonada e é ocupada por várias dezenas de pessoas sem-teto. 

### Museu de História da Iugoslávia
O museu foi fundado em 1996 pelo Governo da República Federal da Iugoslávia como Museu da História da Iugoslávia para substituir duas instituições anteriores: o Centro Memorial "Josip Broz Tito" e o Museu da Revolução dos Povos Iugoslavos.  O museu recém-fundado continha coleções do Centro Memorial "Josip Broz Tito" e do Museu da Revolução dos Povos Iugoslavo.

### Museu da Iugoslávia
O museu mudou seu nome em 2016, de Museu da História da Iugoslávia para Museu da Iugoslávia.  O complexo museológico é composto por três edifícios com uma superfície total de 5253 m2, inseridos num parque de 3,2 hectares: 
- Museu 25 de maio
- Casa das Flores
- Museu Antigo